# Hillsborough (Grenada)
Hillsborough – miasto w Grenadzie; główne miasto wyspy Carriacou; 811 mieszkańców (2013). W mieście znajduje się port lotniczy Lauriston.